# Yuji Unozawa
Yuji Unozawa (Chiba, 3 mei 1983) is een Japans voetballer.

## Carrière
Yuji Unozawa speelde tussen 2002 en 2009 voor Kashiwa Reysol, Avispa Fukuoka en Japan Soccer College. Hij tekende in 2010 bij Nagano Parceiro.